# 短身梳鈎鯰
短身梳鈎鯰，為輻鰭魚綱鯰形目甲鯰科的其中一種，為熱帶淡水魚，分布於南美洲巴西Purus河流域，體長可達11.4公分，棲息在岩石底質的急流底層水域，生活習性不明。

## 扩展阅读
維基物種上的相關：短身梳鈎鯰